# ویلیام بریسکو (بازیکن فوتبال)
ویلیام بریسکو (انگلیسی: William Briscoe؛ زادهٔ circa 1864) بازیکن فوتبال است.
از باشگاه‌هایی که در آن بازی کرده‌است می‌توان به باشگاه فوتبال اورتون اشاره کرد.